# Tethina lusitanica
Tethina lusitanica är en tvåvingeart som beskrevs av Lorenzo Munari 2009. Tethina lusitanica ingår i släktet Tethina och familjen Canacidae.
Artens utbredningsområde är Portugal. Inga underarter finns listade i Catalogue of Life.